# Battye-Gletscher
Der Battye-Gletscher ist ein Gletscher im ostantarktischen Mac-Robertson-Land. In der Aramis Range der Prince Charles Mountains fließt er vom Kar Lovushka in östlicher Richtung zum Radok Lake.
Kartiert wurde er anhand von Luftaufnahmen der Australian National Antarctic Research Expeditions der Jahre 1956 und 1960. Das Antarctic Names Committee of Australia (ANCA) benannte ihn 1966 nach Alastair Cameron P. Battye (* 1936), Glaziologe auf der Wilkes-Station im Jahr 1962.